# Out of the Tunnel's Mouth
Out of the Tunnel's Mounth è un album di Steve Hackett, pubblicato nel 2009.

## Tracce
1. "Fire on the Moon" (Steve Hackett)
2. "Nomads" (Hackett, Jo Lehmann)
3. "Emerald and Ash" (Hackett, Roger King)
4. "Tubehead" (Hackett, King)
5. "Sleepers" (Hackett, Nick Clabburn, King, Lehmann)
6. "Ghost in the Glass" (Hackett, King)
7. "Still Waters" (Hackett, Lehmann)
8. "Last Train to Istanbul" (Hackett, King, Lehmann)

## Formazione
- Steve Hackett - voce, chitarra
- Anthony Phillips – chitarra acustica
- Chris Squire – basso
- Roger King – tastiera
- John Hackett – flauto